# Hwaŏm
Hwaŏm (chong) – koreańska szkoła (kor. 화엄 Hwaeom) Sutry Avatamsaki, odpowiednik chińskiej szkoły huayan.
Jedna z najważniejszych szkół buddyzmu koreańskiego. Została założona przez wybitnego mnicha koreańskiego Ŭisanga (625–702), ucznia Zhiyana (602–668), drugiego patriarchy szkoły huayan w Chinach.
W królestwie Silli tradycja ta nosiła nazwę wonyung chong.
Głównym klasztorem był Pusŏk wybudowany w 676 r. przez Ŭisanga.
Niektórzy z historyków uważają za założyciela tej szkoły wybitnego mnicha Wŏnhyo (617–686). Jego znajomość Sutry Awatamsaki była niezwykle głęboka. Uważa się także, iż odegrał on wybitną rolę w kształtowaniu się doktryny huayan w samych Chinach.
Dzięki wysiłkom założyciela i jego uczniów, teoria hwaŏm stała się jednym z podstawowych czynników rozwoju buddyzmu koreańskiego. O potędze szkoły świadczy olbrzymia liczba posągów Wajroczany, głównego buddy hwaŏm, znajdujących się w klasztorach i świątyniach. W Silli, a później w całym zjednoczonym kraju, niemal wszędzie znajdowały się świątynie noszące nazwę Hwaŏm lub Pulguk (Kraina buddy).
Miała ona ze wszystkich ortodoksyjnych szkół buddyjskich Korei największy wpływ na późniejszą scholastyczną czy doktrynalną orientację koreańskiego buddyzmu. Jako jedyna mogła sprostać bezpośredniej konfrontacji z ikonoklastycznymi szkołami sŏn. Ta stała konfrontacja, w której z reguły hwaŏm chong traciła na korzyść mnożących się szkół sŏn, zdominowała całą późniejszą historię buddyzmu koreańskiego. Jedną z takich konfrontacji była dysputa pomiędzy mistrzem sŏn Toŭi (zm. 825), który pierwszy otwarcie przeciwstawił się supremacji szkół doktrynalnych, a mnichem Zhiyuanem ze szkoły hwaŏm. Odwołując się do doktryny pustki (Siunjata) zaatakował niezwykle skutecznie podstawowy koncept hwaŏm – doktrynę Dharmadhatu.
W X wieku na skutek rosnącej siły i popularności szkoły sŏn oraz rozwijającej się dyskusji wewnątrz szkoły hwaŏm, podzieliła się ona na dwie frakcje: Południowej Góry (na górze Chiri), która utrzymywała pogląd Fazanga oraz Północnej Góry (klasztor Pusŏk sa), która trzymała się poglądów Ŭisanga. Mnich Kyunyŏ (923-973), chociaż zasadniczo należał do frakcji Północnej Góry, usiłował pogodzić obie strony i starał się dokonać syntezy obu idei. Z jego punktu widzenia podział nie był w ogóle konieczny, gdyż rzeczywistość sama w sobie jest kompletna i zatem zdolna do przyjęcia obu poglądów. Kyunyŏ napisał sześćdziesiąt dziewięć tomów wyjaśniających jego ideę.
Późniejsze mocne synkretyczne i ekumeniczne tendencje niektórych mistrzów sŏn (Chinul) i połączenie się obu tradycji (doktrynalnej i medytacyjnej) w obliczu prześladowań spowodowało inkorporację nauk hwaŏm do szkoły chogye.

## Szkoła hwaŏm
- Yunhua Zhiyan (602–668)
  - Ŭisang (625–702)
    - Chinjŏng
    - P’yohun
    - Sŭngjŏn
    - Sangwŏn
    - Yangwŏn
    - Kyŏngdŭng
    - Myŏnghyo
    - Pyowŏn
    - Chinjang
    - Toyung
    - Yangdo
    - Nŭngin
    - Yangwŏn
    - Ŭijŏk
    - Ojin
    - Chit’ong